# Distrikt Salas (Lambayeque)
Der Distrikt Salas liegt in der Provinz Lambayeque der Region Lambayeque in Nordwest-Peru. Der am 11. Oktober 1909 gegründete Distrikt hat eine Fläche von 991,8 km². Beim Zensus 2017 lebten 12.595 Einwohner im Distrikt. Im Jahr 1993 lag die Einwohnerzahl bei 13.368, im Jahr 2007 bei 12.998. Die Distriktverwaltung befindet sich in der 190 m hoch gelegenen Kleinstadt Salas mit 3008 Einwohnern (Stand 2017). Die Stadt Salas liegt etwa 60 km nordnordöstlich der Regionshauptstadt Chiclayo. 

## Geographische Lage
Der Distrikt Salas erstreckt sich über den bergigen Osten der Provinz Lambayeque. Das Gebiet, das in der Westflanke der peruanischen Westkordillere liegt, wird nach Westen hin entwässert. Im Norden des Distrikts befindet sich das 8467 Hektar große regionale Schutzgebiet Bosque Moyán – Palacio.
Der Distrikt Salas grenzt im Südwesten an den Distrikt Jayanca, im Westen an die Distrikte Motupe und Chóchope, im Nordwesten an den Distrikt Olmos, im Norden an den Distrikt Huarmaca (Provinz Huancabamba), im Nordosten an den Distrikt Pomahuaca (Provinz Jaén) sowie im Osten an die Distrikte Kañaris und Incahuasi (beide in der Provinz Ferreñafe).

## Orte im Distrikt
Neben dem Hauptort Salas gibt es noch folgende größere Ortschaften im Distrikt:
- Colaya (656 Einwohner)
- Humedades (229 Einwohner)
- Jarchipe
- Kerguer
- La Ramada (249 Einwohner)
- Penachí (572 Einwohner)
- Tallapampa